# Enchenberg
Enchenberg és un municipi francès, situat al departament del Mosel·la i a la regió del Gran Est. L'any 2007 tenia 1.217 habitants.

## Demografia

### Població
El 2007 la població de fet d'Enchenberg era de 1.217 persones. Hi havia 488 famílies, de les quals 132 eren unipersonals (44 homes vivint sols i 88 dones vivint soles), 140 parelles sense fills, 192 parelles amb fills i 24 famílies monoparentals amb fills.
La població ha evolucionat segons el següent gràfic:
Habitants censats

### Habitatges
El 2007 hi havia 553 habitatges, 492 eren l'habitatge principal de la família, 21 eren segones residències i 40 estaven desocupats. 497 eren cases i 54 eren apartaments. Dels 492 habitatges principals, 420 estaven ocupats pels seus propietaris, 60 estaven llogats i ocupats pels llogaters i 12 estaven cedits a títol gratuït; 12 tenien dues cambres, 55 en tenien tres, 110 en tenien quatre i 315 en tenien cinc o més. 465 habitatges disposaven pel capbaix d'una plaça de pàrquing. A 192 habitatges hi havia un automòbil i a 240 n'hi havia dos o més.

### Piràmide de població
La piràmide de població per edats i sexe el 2009 era:
| Homes | Edats   | Dones |
| ----- | ------- | ----- |
| 4     | 95 o +  | 0     |
| 0     | 90 a 94 | 4     |
| 0     | 85 a 89 | 4     |
| 16    | 80 a 84 | 8     |
| 8     | 75 a 79 | 16    |
| 12    | 70 a 74 | 40    |
| 64    | 65 a 69 | 52    |
| 28    | 60 a 64 | 44    |
| 20    | 55 a 59 | 20    |
| 24    | 50 a 54 | 28    |
| 56    | 45 a 49 | 32    |
| 56    | 40 a 44 | 44    |
| 44    | 35 a 39 | 52    |
| 48    | 30 a 34 | 40    |
| 40    | 25 a 29 | 36    |
| 36    | 20 a 24 | 20    |
| 52    | 15 a 19 | 20    |
| 36    | 10 a 14 | 48    |
| 24    | 5 a 9   | 32    |
| 32    | 0 a 4   | 40    |

## Economia
El 2007 la població en edat de treballar era de 791 persones, 575 eren actives i 216 eren inactives. De les 575 persones actives 530 estaven ocupades (307 homes i 223 dones) i 45 estaven aturades (20 homes i 25 dones). De les 216 persones inactives 54 estaven jubilades, 66 estaven estudiant i 96 estaven classificades com a «altres inactius».

### Ingressos
El 2009 a Enchenberg hi havia 499 unitats fiscals que integraven 1.246,5 persones, la mediana anual d'ingressos fiscals per persona era de 19.590 €.

### Activitats econòmiques
Dels 25 establiments que hi havia el 2007, 1 era d'una empresa alimentària, 1 d'una empresa de fabricació d'altres productes industrials, 6 d'empreses de construcció, 2 d'empreses de comerç i reparació d'automòbils, 1 d'una empresa de transport, 2 d'empreses d'hostatgeria i restauració, 2 d'empreses d'informació i comunicació, 1 d'una empresa financera, 5 d'empreses de serveis, 2 d'entitats de l'administració pública i 2 d'empreses classificades com a «altres activitats de serveis».
Dels 9 establiments de servei als particulars que hi havia el 2009, 1 era una oficina bancària, 1 paleta, 3 fusteries, 1 lampisteria, 1 restaurant, 1 agència immobiliària i 1 saló de bellesa.
Dels 2 establiments comercials que hi havia el 2009, 1 era una botiga de més de 120 m² i 1 una botiga de menys de 120 m².
L'any 2000 a Enchenberg hi havia 22 explotacions agrícoles.

## Equipaments sanitaris i escolars
El 2009 hi havia 1 escola maternal i 1 escola elemental.

## Poblacions més properes
El següent diagrama mostra les poblacions més properes.